# Списак српских књижевника
Ово је списак српских књижевника.
|  |  |  |  |  |  |  |  |  |  |  |  |  |  |  |  |  |  |  |  |  |  |  |  |  |  |  |  |  |  |

## А
- Боривоје Адашевић
- Давид Албахари
- Мила Алечковић Николић
- Иво Андрић
- Владимир Андрић
- Андоније Рафаил Епактит
- Атанасије Даскал Србин
- Атанасије Писар
- Арсеније III Црнојевић
- Антоније Багаш
- Душан Анђелковић
- Мирослав Антић
- Владимир Арсенијевић
- Еустахија Арсић
- Ана Атанасковић
- Борисав Атанасковић
- Платон Атанацковић
- Јован Авакумовић
- Драгиња Адамовић
- Коста Абрашевић
- Огњен Авлијаш
- Димитрије Аврамовић
- Живко Аврамовић
- Предраг Адамов
- Boban Adamović
- Borivoje Adašević
- Владимир Ајдачић
- Дејан Ајдачић
- Мирко Аксентијевић
- Биљана Алавања
- Дејан Алексић
- Шћепан Алексић
- Милен Алемпијевић
- Мира Алечковић
- Милева Алимпић
- Драгутин Анастасијевић
- Ксенија Атанасијевић
- Даница Андрејевић
- Живојин Андрејић
- Андрија Драгутиновић
- Бранко Андрић Андрла
- Драгослав Андрић
- Љубисав Андрић
- Борис Анђелић
- Љубиша Анђелић
- Глигорије Анђелковић
- Душан Анђелковић (књижевник)
- Љубомир Анђелковић
- Миливој Анђелковић
- Радмило Анђелковић
- Бранко Анђић
- Јасна Ани
- Гојко Антић
- Иван Антић (писац)
- Милисав Антонијевић - Дримколски
- Никола Антула
- Никола Апостоловић
- Александар Арнаутовић
- Антоније Арнот
- Zorica Arsić Mandarić
- Влада Арсић
- Евстахија Арсић
- Љубица Арсић
- Соња Атанасијевић
- Наташа Атанасковић
- Богобој Атанацковић
- Епископ бачки Платон
- Драгољуб Аћимовић
- Никола Аћин
- Драгољуб Ацковић
- Петар Ашкраба Загорски

|  |  |  |  |  |  |  |  |  |  |  |  |  |  |  |  |  |  |  |  |  |  |  |  |  |  |  |  |  |  |

## Б
- Светислав Басара
- Илија Бакић
- Душан Балан
- Живојин Балугџић
- Душан Баранин
- Тихомир Барбуловић
- Нико Бартуловић
- Стеван Бајкић
- Матија Бећковић
- Милутин Бојић
- Исидора Бјелица
- Гавро Бабић
- Самуило Бакачич
- Илија Бакић
- Милица Бакрач
- Стеван Бешевић
- Александар Бјелогрлић
- Григорије Божовић
- Никола Боројевић
- Драгомир Брајковић
- Ђурађ Бранковић
- Катарина Бранковић
- Ђорђе Бранковић (гроф)
- Радослав Братић
- Ђорђе Брујић
- Драгомир Брзак
- Марина Булатовић
- Миодраг Булатовић

|  |  |  |  |  |  |  |  |  |  |  |  |  |  |  |  |  |  |  |  |  |  |  |  |  |  |  |  |  |  |

## В
- Душан Васиљев
- Драгиша Васић
- Михаило Велић
- Алексије Везилић
- Драган Великић
- Александар Вељић
- Драгица Вељовић Браунштајн
- Соња Веселиновић
- Мила Вешовић
- Марко Видојковић
- Станислав Винавер
- Милован Витезовић
- Михаило Витковић
- Филип Вишњић
- Слободан Владушић
- Иво Војновић
- Станиша Војиновић
- Јован Стефановић Виловски
- Милован Видаковић
- Јанко Веселиновић
- Светлана Велмар-Јанковић
- Владимир Велмар-Јанковић
- Сава Владиславић
- Владислав Граматик
- Гордана Влајић
- Радован Влаховић
- Светозар Влајковић
- Марко Врањешевић
- Миро Вуксановић
- Дивна Вуксановић
- Душан Вукотић
- Миленко Вучетић
- Првослав Вујчић
- Душка Врховац
- Момир Војводић
- Витомир Васић
- Лазар Вучковић
- Стојан Д. Вујичић
- Јоаким Вујић
- Светозар Вујић
- Никола Вујчић
- Првослав Вујчић
- Никола Вулић
- Људевит Вуличевић
- Душан Вукајловић
- Александар Вучо

|  |  |  |  |  |  |  |  |  |  |  |  |  |  |  |  |  |  |  |  |  |  |  |  |  |  |  |  |  |  |

## Г
- Љубинко Галић
- Милован Глишић
- Андреј П. Глишић
- Ана Гинић
- Гаврило Тројичанин
- Георгије Митрофановић
- Григорије Рачанин
- Григорије Рашки
- Григорије Синаит Млађи
- Григорије Хиландарац
- Григорије Цамблак
- Старац Григорије
- Александар Гаталица
- Милка Гргурова-Алексић
- Милош Гроздановић.
- Петар Грујичић
- Иван Гундулић
- Ђуро Гавела
- Андра Гавриловић
- Драга Гавриловић
- Жарко Гавриловић
- Манојле Гавриловић
- Светлана Гајинов Ного
- Ненад Гајић
- Бранка Гајовић
- Небојша Гајтановић
- Славица Гароња Радованац
- Владимир Гаћиновић
- Славомир Гвозденовић
- Лука Милованов Георгијевић
- Глигорије Гершић
- Eli Gilić
- Semir Gicić
- Milo Gligorijević
- Глиша Бабовић
- Ненад Глишић
- Станка Глишић
- Благоје Глозић
- Зоран Глушчевић
- Матеј Граматик
- Душан Гојков
- Биљана Гојковић
- Здравко Гојковић
- Весна Голдсворти
- Михаило Миле Голубовић
- Владислава Гордић Петковић
- Горан Гоцић
- Стево Грабовац
- Милош Грабовачки
- Никша Гради
- Стјепан Градић
- Теодор Граматик (Теодор Спан)
- Драгослав Грбић
- Живорад Грбић
- Мирко Грбић
- Филип Грбић
- Лука Грђић Бјелокосић
- Јелица Грегановић
- Љубо Грковић
- Милан Грол
- Жељко Грујић
- Марина С. Грујић
- Епископ пакрачки Никанор
- Филип Грујић
- Ненад Грујичић
- Јован Грчић Миленко
- Спиридон Гопчевић
- Никола Гузијан
- Дејан Гутаљ

|  |  |  |  |  |  |  |  |  |  |  |  |  |  |  |  |  |  |  |  |  |  |  |  |  |  |  |  |  |  |

## Д
- Оскар Давичо
- Božidar Damjanović Benedikt
- Давид, српски летописац
- Дамаскин Хиландарац
- Данило Пећки (Данило II, архиепископ српски)
- Данило Бањски (Данило Млађи, Данило III)
- Зоран Даниловић
- Ђуро Даничић
- Милован Данојлић
- Милан Дединац
- Драга Дејановић
- Владан Десница
- Војислав Деспотов
- Арсен Диклић
- Бранко Димовић Димески
- Јелена Ј. Димитријевић
- Јелена М. Димитријевић
- Мирослав Димитријевић
- Радоје Домановић
- Доментијан
- Мило Дор
- Доротеј (монах)
- Радиша Драгићевић
- Ђурђ Драгишић
- Раде Драинац
- Вук Драшковић
- Јован Дучић
- Милена Дрпа

|  |  |  |  |  |  |  |  |  |  |  |  |  |  |  |  |  |  |  |  |  |  |  |  |  |  |  |  |  |  |

## Ђ
- Зоран Ђуровић
- Бора Ђорђевић
- Милан Ђорђевић
- Миломир Ђукановић
- Алекса Ђукановић
- Радмила Ђукелић
- Бранко Ђурђулов
- Божо Ђурановић
- Новица Ђурић
- Младен Ђуричић
- Гојко Ђого
- Пламенка Ђого Вулић
- Игор Ђурић
- Божидар Ђаја
- Смиља Ђаковић
- Душан Ђапић
- Раде Ђерговић
- Зоран Ђерић
- Осман Ђикић
- Гордана Ђилас
- Милан Ђокић (сликар и песник)
- Милан Ђоковић
- Десанка Цоца Ђорђевић
- Мара Ђорђевић-Малагурски
- Бојан Ђорђевић (историчар)
- Владимир Ђорђевић (писац)
- Владимир Ђорђевић (редитељ)
- Драгомир Ђорђевић
- Драгослав Ђорђевић (политичар)
- Јован Ђорђевић (књижевник)
- Манојло Ђорђевић Призренац
- Милентије Ђорђевић
- Мирко Ђорђевић
- Saša Edi Đorđević
- Часлав Ђорђевић
- Живко Ђуза
- Зорица Ђуђић
- Миодраг Ђукић
- Славољуб Ђукић
- Поп Д. Ђурђев
- Мирјана Ђурђевић (књижевница)
- Рајко Ђурђевић
- Ратибор Ђурђевић
- Јовица Ђурђић
- Љиљана Ђурђић
- Александар Д. Ђурић
- Антоније Ђурић
- Владимир Ђурић Ђура
- Остоја Ђурић
- Предраг Ђурић
- Рајко Ђурић
- Бранко Ђурица
- Милутин Ђуричковић
- Јелина Ђурковић
- Јелена Ђуровић
- Хаџи-Александар Ђуровић

|  |  |  |  |  |  |  |  |  |  |  |  |  |  |  |  |  |  |  |  |  |  |  |  |  |  |  |  |  |  |

## Е
- Добрица Ерић
- Мирослав Егерић
- Весна Егерић
- Елма Халиловић
- Ljiljana Eraković
- Анђелко Ердељанин
- Максимилијан Еренрајх Остојић
- Љиљана Ерчевић
- Андоније Рафаил Епактит

|  |  |  |  |  |  |  |  |  |  |  |  |  |  |  |  |  |  |  |  |  |  |  |  |  |  |  |  |  |  |

## Ж
- Стојан Живадиновић
- Зоран Живковић
- Стефан Живковић
- Велимир Живојиновић Масука
- Мирко Жарић
- Радован Ждрале
- Петар Жебељан
- Христофор Жефаровић
- Стеван Живадиновић
- Данило Живаљевић
- Јеремија Живановић
- Јованка Живановић
- Магдалена Живановић
- Никола Живановић
- Радојица Живановић Ное
- Нина Живанчевић
- Масука Живојиновић
- Бранимир Живојиновић
- Живко Јевтић
- Васа Живковић
- Живодраг Живковић
- Живојин Жика Петровић
- Живојин О. Дачић
- Живојин Ракочевић
- Јован Живојновић
- Живорад Вукосављевић
- Душан Животић
- Драган Жигић
- Miljenko Žuborski
- Недељко Жугић
- Вуле Журић

|  |  |  |  |  |  |  |  |  |  |  |  |  |  |  |  |  |  |  |  |  |  |  |  |  |  |  |  |  |  |

## З
- Растко Закић
- Стефан Зановић
- Герасим Зелић
- Перо Зубац
- Радован Зоговић
- Анђелко Заблаћански
- Мирна Закић
- Весна Законовић Арежина
- Звонимир П. Костић
- Зденка Феђвер
- Зејнел Зејнели
- Недељко Зеленовић
- Pavle Zelić
- Петар Зец
- Божидар Зечевић
- Јован Зивлак
- Момчило Златановић
- Радослав Златановић
- Златко Васић
- Витко Златковић
- Мирољуб Златковић
- Андрија Змајевић
- Вицко Змајевић
- Зоран Јеремић
- Зорана Шулц
- Луко Зоре
- Маја Зрнић
- Бранислав Зубовић
- Љубомир Зуковић
- Миодраг Зупанц
- Душан Зуровац

|  |  |  |  |  |  |  |  |  |  |  |  |  |  |  |  |  |  |  |  |  |  |  |  |  |  |  |  |  |  |

## И
- Јаков Игњатовић
- Војислав Илић
- Војислав Илић Млађи
- Драгутин Илић
- Зоран Илић
- Јован Илић
- Антоније Исаковић
- Миодраг Илић
- Делфа Иванић
- Милан Ивановић
- Снежана Ивковић
- Иван Јегоровић
- Иван Ивановић (књижевник)
- Јефтимије Ивановић
- Радомир В. Ивановић
- Иван Ивањи
- Драги Ивић
- Milorad Ivić
- Виолета Ивковић
- Љубица Ивошевић-Димитров
- Мирјана Јонић Игић
- Срба Игњатовић
- Илија Николић
- Марија Илић Агапова
- Александар Илић (књижевник)
- Бранислава Илић
- Крстивоје Илић
- Мери Илић
- Милош К. Илић
- Саша Илић (писац)
- Слађана Илић
- Лепосава Исаковић Миланин
- Инок из Далше
- Исаија Серски
- Исаија Србин

|  |  |  |  |  |  |  |  |  |  |  |  |  |  |  |  |  |  |  |  |  |  |  |  |  |  |  |  |  |  |

## Ј
- Драган Јаковљевић
- Владимир Јагличић
- Јаков Серски
- Јаков из Камене реке
- Милица Јаковљевић - Мир-Јам
- Миодраг Јаковљевић
- Стеван Јаковљевић
- Ђура Јакшић
- Милета Јакшић
- Белуш Јакшић
- Ђорђе Ј. Јанић
- Владимир Д. Јанковић
- Емануило Јанковић
- Светомир Јанковић
- Вера Јанковић
- Милан Јанковић Сатријани
- Пајсије Јањевац
- Миленко Јевтовић
- Растко Јевтовић
- Саша Јеленковић
- Андреј Јелић Мариоков
- Драган Јеремић
- Никон Јерусалимац
- Патријарх српски Јефрем
- Марија Јефтимијевић Михајловић
- Милица Јефтимијевић Лилић
- Јелена Мрњавчевић Јефимија
- Владимир М. Јовановић
- Драган Јовановић Данилов
- Јован Јовановић Змај
- Марија Јовановић
- Милан Јовановић Стојимировић
- Мирослав Јосић Вишњић
- Миомир Мики Јовановић
- Оливер Јовановић
- Раде Јовановић
- Перица Јокић
- Павле Јулинац
- Златан Јурић Атан

|  |  |  |  |  |  |  |  |  |  |  |  |  |  |  |  |  |  |  |  |  |  |  |  |  |  |  |  |  |  |

## К
- Димитрије Кантакузин

- Момо Капор
- Војислав Карановић
- Матија Петар Катанчић
- Вук Стефановић Караџић
- Владислав Стеван Каћански
- Бранко Китановић
- Скендер Куленовић
- Далиборка Киш Јузбаша
- Данило Киш
- Бобан Кнежевић
- Вуксан Кнежевић
- Емануел Козачински
- Мирко Ковач
- Божидар Ковачевић
- Душан Ковачевић
- Синиша Ковачевић
- Миодраг Којадиновић
- Лазар Комарчић
- Милан Комненић
- Радомир Константиновић
- Синиша Кордић
- Лаза Костић
- Тадија Костић
- Петар Кочић
- Димитар Кратовски
- Станислав Краков
- Момир Крсмановић
- Анђелко Крстић
- Катарина Костић
- Ђорђе Костић
- Славица Клајн
- Нина Марковић Казе
- Иван Калаузовић Иванус
- Ивана Кузмановић
- Илија Кајтез
- Миле Павловић Крпа
- Гордана Куић
- Милан Кујунџић Абердар
- Бенедикт Курипечич

|  |  |  |  |  |  |  |  |  |  |  |  |  |  |  |  |  |  |  |  |  |  |  |  |  |  |  |  |  |  |

## Л
- Лаза Лазаревић
- Владимир Лазовић
- Драган Лакићевић
- Ђорђе Лебовић
- Петар Лазић
- Драган Лукић
- Ђурица Лабовић
- Лазар Живановић (сликар и књижевник)
- Анђелија Л. Лазаревић
- Бранко Лазаревић
- Велибор Лазаревић
- Десимир Лазаревић
- Zoran Lazarević (advokat)
- Иван Ж. Лазаревић
- Лаза К. Лазаревић
- Предраг Лазаревић
- Стефан Лазаревић
- Viktor Lazić
- Живорад Жика Лазић
- Миодраг Лазић (хирург)
- Petar Lazić
- Радмила Лазић
- Олга Иванова Лазовић
- Александар Б. Лаковић
- Пеко Лаличић
- Јасенка Лаловић
- Александар Ламброс
- Видо Латковић
- Том Лах
- Славко Лебедински
- Паулина Лебл-Албала
- Јанко Левнаић
- Никола Лекић (новинар)
- Јелена Ленголд
- Славко Леовац
- Младен Лесковац
- Станислав Лесновски
- Raša Livada
- Владана Ликар Смиљанић
- Ђорђе Лобачев
- Илдико Ловаш
- Јелена Лозанић
- Бошко Ломовић
- Зограф Лонгин
- Војислав Лубарда
- Јован Лубардић
- Наталија Лудошки
- Тамара Лујак
- Војислав Лукић (писац)
- Jelena Lukić
- Мирослав Лукић
- Михаило Ф. Луковић
- Стеван Луковић
- Владимир Луњевица

|  |  |  |  |  |  |  |  |  |  |  |  |  |  |  |  |  |  |  |  |  |  |  |  |  |  |  |  |  |  |

## Љ
|  |  |  |  |  |  |  |  |  |  |  |  |  |  |  |  |  |  |  |  |  |  |  |  |  |  |  |  |  |  |

- Bojan Ljubenović
- Драшко Љубичић
- Љубиша Јовановић (писац)
- Љубиша Рајковић Кожељац
- Драга Љочић
- Димитрије Љубавић
- Стјепан Митров Љубиша
- Божидар Љумовић
- Драгана Љуна

## М
- Георгије Магарашевић
- Мартина Малешев
- Златоје Мартинов
- Марко Младеновић
- Милан Младеновић
- Милан Младеновић од Лужице
- Михаило Максимовић
- Десанка Максимовић
- Љиљана Малетин Војводић
- Ђорђе Малетић
- Јован Малешевац
- Никола Маловић
- Слободан Мандић
- Светислав Мандић
- Тодор Манојловић
- Нада Маринковић
- Смиља Марјановић Душанић
- Младен Марков
- Даница Марковић
- Милена Марковић
- Предраг Марковић
- Радован Бели Марковић
- Ђорђе Марковић Кодер
- Ана Марија Маровић
- Игор Маројевић
- Игњат Мартиновић
- Марко Марулић
- Симо Матавуљ
- Владан Матијевић
- Ратко Матић
- Душан Матић
- Дејан Медаковић
- Шишко Менчетић
- Момчило Миланков
- Аврам Милетић
- Милорад Миленковић Шум
- Саша Миливојев
- Милан Милишић
- Милан Ђ. Милићевић
- Огњенка Милићевић
- Милош Милојевић
- Бранислав Р. Милосављевић
- Петар Милошевић
- Талија Милошевић
- Марко Миљанов Поповић
- Бранко Миљковић
- Димитрије Митриновић
- Драгослав Михаиловић
- Михајло Михајлов
- Борислав Михајловић Михиз
- Константин Михаиловић
- Љубомир Мицић
- Милорад Митровић
- Владимир Младенов
- Ранко Младеновић
- Бранко Младеновић
- Аврам Мразовић
- Милена Мразовић
- Драган Мраовић
- Сава Мркаљ
- Надежда Мосусова
- Никола Мусулин
- Лукијан Мушицки
- Јован Мушкатировић

|  |  |  |  |  |  |  |  |  |  |  |  |  |  |  |  |  |  |  |  |  |  |  |  |  |  |  |  |  |  |

## Н
- Александар Новаковић
- Момчило Настасијевић
- Владан Недић
- Добрило Ненадић
- Матеја Ненадовић
- Љубомир Ненадовић
- Архиепископ Никодим I
- Данило Николић
- Нићифор Нинковић
- Бранислав Нушић
- Рајко Петров Ного
- Тоде Николетић
- Весна Нешић Недић
- Ивана Нешић
- Награђени краљевачки писци
- Нада Душанић
- Душанка Нађ
- Димитрије Најдановић
- Бранко Најхолд
- Лаза Нанчић
- Мирослав Настасијевић
- Славомир Настасијевић
- Дејан Небригић
- Сава Немањић
- Марија Ангелина Немањић
- Недељко Јешић
- Недељко Терзић
- Александар Б. Недељковић
- Божидар В. Недељковић
- Драган Недељковић
- Душан Недељковић (водитељ)
- Живорад Недељковић
- Миле Недељковић
- Оливера Недељковић
- Марко Недић
- Мирољуб Недовић Рики
- Ištvan Nemet
- Ненад Илић
- Ненад М. Јовановић
- Ненад Новак Стефановић
- Вида Ненадић
- Милан Ненадић (књижевник)
- Зоран Ненезић
- Nancy Moss
- Милан Несторовић
- Будимир Нешић
- Ђорђе Нешић (књижевник)
- Иван Нешић
- Miladin Nešić
- Милан Д. Нешић
- Никола Корица (књижевник)
- Никола Трајковић (писац)
- Никола Шумоња
- Светомир Николајевић
- Софија Николајевић
- Милош Николин
- Славиша Николин Живковић
- Даница Николић Николић
- Андра Николић
- Атанасије Николић
- Вања Николић (писац)
- Zoran S. Nikolić
- Јованка Николић
- Jovo Nikolić
- Лазар Николић
- Лидија Николић
- Раде М. Николић
- Радојко Николић
- Саша Николић
- Душан Нинић
- Александра Нинковић Ташић
- Милица Нинковић
- Нинослав Јовановић
- Велизар Нинчић
- Aleksandar Novaković
- Барбара Новаковић
- Милица Новковић
- Душко Новаковић
- Миодраг Новаковић
- Мирјана Новаковић
- Слободан Новаковић
- Стефан Новаковић
- Стојан Новаковић
- Aleksandar Saša Novačić
- Јоксим Новић-Оточанин

|  |  |  |  |  |  |  |  |  |  |  |  |  |  |  |  |  |  |  |  |  |  |  |  |  |  |  |  |  |  |

## Њ
|  |  |  |  |  |  |  |  |  |  |  |  |  |  |  |  |  |  |  |  |  |  |  |  |  |  |  |  |  |  |

## О
- Доситеј Обрадовић
- Вида Огњеновић
- Гроздана Олујић
- Милан Оклопџић
- Захарије Орфелин
- Александар Обрадовић
- Ђоко Остојић
- Драгиша Обрадовић
- Александар Обреновић (сценариста)
- Ђорђе Обреновић
- Жељко Обреновић
- Раде Обреновић
- Теа Обрехт
- Дејан Огњановић
- Драган Огњановић
- Илија Огњановић Абуказем
- Мирјана Огњановић
- Мошо Одаловић
- Небојша Озимић
- Илија Округић Сремац
- Младен Ољача
- Томо П. Ораовац
- Драган Орловић
- Михајло Орловић
- Аврам Остатак
- Ljubica Ostojić
- Ђорђе Оташевић
- Владимир Отовић
- Ђорђе Оцић

|  |  |  |  |  |  |  |  |  |  |  |  |  |  |  |  |  |  |  |  |  |  |  |  |  |  |  |  |  |  |

## П
- Милорад Павић
- Васа Павковић
- Милутин Ж. Павлов
- Гордана Павловић
- Предраг М. Павловић
- Живојин Павловић
- Милорад Павловић
- Славиша Павловић
- Миодраг Павловић
- Миливоје Павловић
- Марија Палеолог
- Ратко Парежанин
- Милан Парошки
- Пандех
- Сима Пандуровић
- Јоаникије Памучина
- Михајло Пантић
- Пахомије Србин
- Јован Пачић
- Стефан Паштровић
- Борислав Пекић
- Славица Пејовић
- Маја Пелевић
- Симеон Пишчевић
- Владислав Петковић Дис
- Рајко Петров Ного
- Поп Пеја
- Мухарем Первић
- Гордана Петковић Лаковић
- Невенка Петрић
- Бошко Петровић
- Вељко Петровић
- Горан Петровић
- Миомир Петровић
- Милорад Петровић Сељанчица
- Растко Петровић
- Петар II Петровић Његош
- Урош Петровић
- Урош Петровић  (1967)
- Марко Пећки
- Бранко Пиргић
- Мато Пижурица
- Владимир Пиштало
- Бранислав Пиповић
- Тешан Подруговић
- Васко Попа
- Александар Поповић
- Богдан Поповић
- Далибор Поповић
- Данко Поповић
- Јован Поповић
- Јован Стерија Поповић
- Јанићије Поповић
- Матија Поповић
- Павле Поповић
- Тодор Поповић
- Зарија Поповић
- мр Љубица Поповић Бјелица
- Милорад Поповић Шапчанин
- Бранко Ве Пољански
- Бранислав Прелевић
- Јаша Продановић
- Тања Прокопљевић
- Душан Прелевић
- Босиљка Пушић
- Радомир Путник
- Медо Пуцић

|  |  |  |  |  |  |  |  |  |  |  |  |  |  |  |  |  |  |  |  |  |  |  |  |  |  |  |  |  |  |

## Р
- Бранко Радичевић
- Стефан Раваничанин
- Славен Радовановић
- Никола Радоња
- Анрија Радуловић
- Јован Радуловић
- Јован Рајић
- Велимир Рајић
- Вићентије Ракић
- Слободан Ракитић
- Ристо Ратковић
- Кипријан Рачанин
- Јеротеј Рачанин
- Рада Рајић Ристић
- Ђорђе Рајковић
- Старац Рашко
- Марко Ристић
- Радмила Поповић
- Радоје Радосављевић
- Милан Ракић
- Мита Ракић
- Светолик Ранковић
- Вјера Рашковић Зец
- Љубивоје Ршумовић
- Ана Ристовић
- Стеван Раичковић
- Стојанка Раденовић Петковић
- Тиодор Росић
- Ромил Светогорски
- Петар Руњанин

|  |  |  |  |  |  |  |  |  |  |  |  |  |  |  |  |  |  |  |  |  |  |  |  |  |  |  |  |  |  |

## С
- Предраг Савић
- Никодим Савић
- Милан Савић
- Милисав Савић
- Душан Савковић
- Аница Савић-Ребац
- Инок Сава
- Стеван Самарџић
- Лука Сарић
- Петар Сарић
- Адријан Сарајлија
- Милослав Самарџић
- Мартин Сегон
- Александар Секулић
- Дара Секулић
- Исидора Секулић
- Слободан Селенић
- Меша Селимовић
- Старац Силуан
- Љубомир Симовић
- Љубодраг Симоновић
- Оливера Скоко
- Ђоко Слијепчевић
- Тома Смиљанић-Брадина
- Марко Смуков
- Павле Соларић
- Антун Сорковчевић
- Душан Спасојевић
- Зоран Спасојевић
- Биљана Србљановић
- Стојан Срдић
- Срђан Срдић
- Стеван Сремац
- Јован Србин из Кратова
- Владимир Станимировић
- Борисав Станковић
- Дејан Тиаго-Станковић
- Видосав Стевановић
- Милован Станковић
- Драгиша Станојевић
- Илија Станојевић
- Станоје Станојевић
- Никола Стањевић
- Милан Степанов
- Предраг Степановић
- Кир Стефан Србин
- Гаврил Стефановић Венцловић
- Зоран Стефановић
- Стефан Стефановић
- Мирјана Стефановић
- Милица Стојадиновић Српкиња
- Дејан Стојановић
- Радосав Стојановић
- Градимир Стојковић
- Атанасије Стојковић
- Душан Стошић
- Стефан Стратимировић
- Ђорђо Сладоје
- Јела Спиридоновић Савић
- Јован Суботић
- Рајчин Судић
- Јован Сундечић

|  |  |  |  |  |  |  |  |  |  |  |  |  |  |  |  |  |  |  |  |  |  |  |  |  |  |  |  |  |  |

## Т
- Владимир Тасић
- Дарко Танасковић
- Александар Тишма
- Новица Тадић
- Живојин Тамбурић
- Жика Тодоровић - Жак Себастијан
- Мирољуб Тодоровић
- Јаша Томић
- Ненад Трајковић
- Коста Трифковић
- Душко Трифуновић
- Слободан Турлаков
- Милан Туторов
- Радмила Телебак Караћ
- Гордана Тимотијевић
- Владимир Табашевић
- Верица Тадић
- Србољуб Такић
- Жарко Талијан
- Јован Танасијевић
- Гвидо Тартаља
- Зорица Тасић
- Србољуб Тасић
- Теодосије (монах)
- Сава Текелија
- Теодор Рачанин
- Кипријан Рачанин
- Андрија Тепавчевић
- Andrija Terzić
- Срђан В. Тешин
- Момчило Тешић
- Нађа Тешић
- СтивТешић
- Dejan Tiago-Stanković
- Nikolaj Timčenko
- Димитрије П. Тирол
- Тихомир Стевановић
- Andrej Tišma
- Јевтимије Трновски
- Ivan Tobić
- Тодор Љ. Поповић
- Јован Тобољски
- Драгана Тодоресков
- Миленко Тодовић
- Bratislav Todorović
- Гордана Тодоровић
- Дана Тодоровић
- Јања Тодоровић
- Maja Todorović
- Мина Д. Тодоровић
- Мирослав Тодоровић
- Пера Тодоровић
- Бошко Токин
- Иван Токин
- Ljiljana Tomanović Ponomarev
- Boško Tomašević
- Milivoje Tomašević
- Томислав З. Лонгиновић
- Василије Томић
- Весна Томић
- Драган Томић (писац)
- Олег Томић
- Раде Томић
- Радмила Томић
- Svetlana Tomić
- Стеван Тонтић
- Јасмина Топић
- Милан Тополовачки
- Dejan Tofčević
- Мирослав Тохољ
- Данијела Трајковић
- Пеђа Трајковић
- Милош Тривунац
- Бобан Трифуновић
- Маја Трифуновић
- Глигорије Трлајић
- Ристо Тубић
- Мића Тумарић
- Вера Тутњевић
- Јанко Туфегџић

|  |  |  |  |  |  |  |  |  |  |  |  |  |  |  |  |  |  |  |  |  |  |  |  |  |  |  |  |  |  |

## Ћ
- Иво Ћипико
- Зоран Ћирић
- Гордана Ћирјанић
- Јован Ћирилов
- Бранко Ћопић
- Светозар Ћоровић
- Бранимир Ћосић
- Добрица Ћосић
- Десанка Ћуић-Качар
- Михаило Ћуповић
- Милан Ћурчин
- Исидор Ћирић
- Јелена Ћирић
- Лидија Ћирић
- Растко Ћирић
- Бранислав Ћирлић
- Ненад Ћорилић
- Весна Ћоровић Бутрић
- Bora Ćosić
- Небојша Ћосић
- Влајко Ћулафић
- Драгомир Ћулафић
- Миладин Ћулафић
- Гордана Ћулибрк
- Велимир Ћургус Казимир
- Бранко Ћурчић (писац)
- Слободан Ћурчић (писац)

|  |  |  |  |  |  |  |  |  |  |  |  |  |  |  |  |  |  |  |  |  |  |  |  |  |  |  |  |  |  |

## У
- Милутин Ускоковић
- Радомир Уљаревић
- Павле Угринов
- Сретен Угричић
- Урош Микулић
- Урош Тимић
- Влада Урошевић
- Мирјана Урошевић
- Славица Урошевић
- Драган Ускоковић
- Огњеслав Утјешеновић Острожински

|  |  |  |  |  |  |  |  |  |  |  |  |  |  |  |  |  |  |  |  |  |  |  |  |  |  |  |  |  |  |

## Ф
- Драган Р. Филиповић
- Драгутин Фуруновић
- Драган Фелдић
- Вукашин Вук Филиповић
- Живота Филиповић
- Зоран Филиповић (писац)
- Константин Филозоф
- Лав Аникита Филолог
- Ели Финци
- Еуген Флојд
- Северин Франић

|  |  |  |  |  |  |  |  |  |  |  |  |  |  |  |  |  |  |  |  |  |  |  |  |  |  |  |  |  |  |

## Х
- Љиљана Хабјановић-Ђуровић
- Ахмет Херцеговић
- Ото Хорват
- Јован Христић
- Јован Ристић
- Енес Халиловић
- Бајрам Халити
- Emsura Hamzić
- Драган Хамовић
- Михал Харпањ
- Шандор Хартиг
- Саша Хаџи Танчић
- Силвана Хаџи-Ђокић
- Ivana Hadži-Popović
- Ibrahim Hadžić
- Јован Хаџић
- Маја Херман Секулић
- Јанош Херцег
- Лазар Хиландарац
- Пајсије Хиландарац
- Јулка Хлапец Ђорђевић
- Црноризац Храбар
- Јелена Лазаревић Балшић Хранић
- Јованка Хрваћанин
- Милица Хребељановић
- Ћирило Хоповац
- Хамза Хумо

|  |  |  |  |  |  |  |  |  |  |  |  |  |  |  |  |  |  |  |  |  |  |  |  |  |  |  |  |  |  |

## Ц
- Григорије Цамблак

- Дејан Црномарковић
- Брана Црнчевић
- Милош Црњански
- Воја Царић
- Косара Цветковић
- Томислав Н. Цветковић
- Вук Церовић
- Предраг Црнковић
- Ђурађ Црнојевић

|  |  |  |  |  |  |  |  |  |  |  |  |  |  |  |  |  |  |  |  |  |  |  |  |  |  |  |  |  |  |

## Ч
- Александар Чернов
- Гојко Челебић
- Воја Чолановић
- Богдан Чиплић
- Снежана Вукићевић Чворо
- Александра Чворовић
- Бранкица Чигоја
- Вања Чобанов
- Димитрије Чобић
- Прокопије Чокорило
- Иван Чоловић
- Александар Чотрић
- Радослав Б. Чугаљ
- Јово Чулић
- Lazar Čurčić
- Бранко Чучак
- Горан Чучковић

|  |  |  |  |  |  |  |  |  |  |  |  |  |  |  |  |  |  |  |  |  |  |  |  |  |  |  |  |  |  |

## Џ
- Веселин Џелетовић
- Слободан Џунић

|  |  |  |  |  |  |  |  |  |  |  |  |  |  |  |  |  |  |  |  |  |  |  |  |  |  |  |  |  |  |

## Ш
- Угљеша Шајтинац
- Радивој Шајтинац
- Алекса Шантић
- Спасоје Шејић
- Слободан Шкеровић
- Божидар Шујица
- Вучина Шћекић
- Звонимир Шубић
- Ненад Шапоња
- Ljiljana Šarac
- Жарко Шарић
- Илија Шаула
- Миладин Шеварлић
- Спасоје Шејић
- Виктор Шећероски
- Радмила Шехић
- Нинослав Шибалић
- Марија Шимоковић
- Шимон Ђармати
- Никола Шиндик
- Неђо Шиповац
- Зоран Шкиљевић
- Божидар Шкобић
- Ана Шомло
- Бранимир Шћепановић
- Божидар Шујица
- Марко Шукало
- Владимир Шукљевић
- Мирјана Шуљманац Шећеров